# Кава (Витербо)
Кава (итал. Cava) је насеље у Италији у округу Витербо, региону Лацио.
Према процени из 2011. у насељу је живело 37 становника. Насеље се налази на надморској висини од 425 м.